# شاخص قدرت نسبی

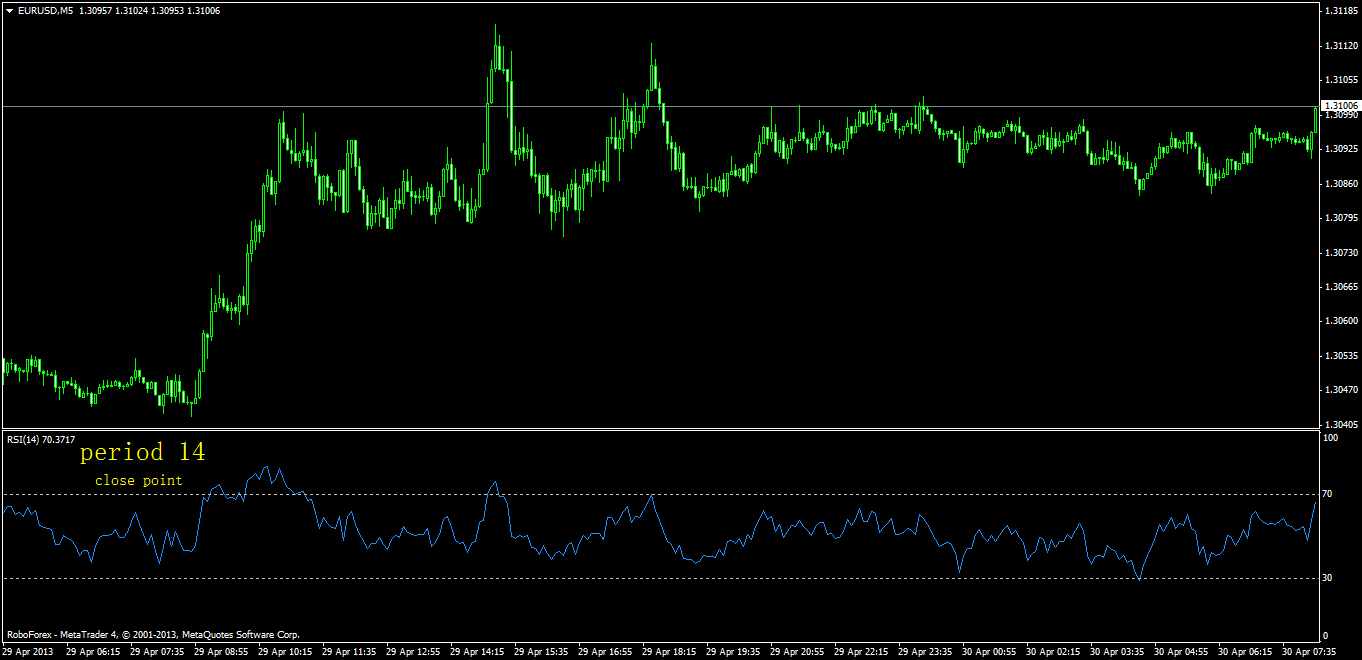
ار اس ای با دوره ۱۴ و نقطه حساب کلوز

شاخص قدرت نسبی (به انگلیسی: relative strength index (RSI)) نماگر فنی تحلیل مورد استفاده در بازارهای مالی می‌باشد. شاخص قدرت نسبی تمثیل انرژی درونی سهم برای حرکت به سمت بالاست، یا اینکه به دلیل فقدان انرژی لازم افت خواهد کرد.
یک نمونه ساده، توپ بسکتبال است. اگر آن را از بالا رها کنیم، در برخوردهای متعدد به زمین، هر بار در ارتفاع کمتری قرار خواهد گرفت و نهایتاً روی زمین قرار خواهد گرفت.
اگر نمودار شاخص قدرت نسبی چنین وضعیتی به خود گرفت، به این معنی است، که قیمت سهام، کاهنده خواهد بود و بالعکس، اگر نمودار شاخص قدرت نسبی در وضعیت توپی قرار گرفت، که به‌طور متناوب توسط دست‌های بازیکن به آن ضربه زده می‌شود و می‌تواند تا ارتفاع بیشتری بالا بیاید. حکایت از افزایش قدرت نسبی سهم برای حرکت به سمت بالاست.
اگر از راس قله‌ها یا قعرها، خطی را ترسیم نماییم، روند شکل گرفته، روند آتی سهم خواهد بود و همچنین اگر شاخص قدرت نسبی در خط روند مذکور نفوذ کند، به معنی تغییر روند قیمتی سهم است.
و می‌توان آن را در قسمت پیش فرض تمامی سکوهای معاملاتی دید. این شاخص را در دسته اسیلاتورها به معنی نوسان کننده جای می‌دهند به این مفهوم که شیوه محاسباتی ان به طوری است که برای روندهای به وجود آمده در بازار سقف‌ها (over bought)و کف‌هایی (over sold) تعیین می‌کند. شاید استفاده از بهترین تئوری معاملاتی یعنی همان خرید در پایین‌ترین قیمت و فروش در بالاترین قیمت رمز موفقیت این ابزار در میان تحلیل گران تکنیکال می‌باشد.
این شاخص در سال ۱۹۷۸ توسط جرالد ولز والدر در کتاب (مفاهیم جدید در تحلیل تکنیکال) به انتشار درآمد.

## روش کارکرد
این شاخص دارای خصوصیت میانگین‌های متحرک می‌باشد، بدین صورت که برای محاسبه نیازمند عدد دوره و نقطه مورد نظر (کلوز، اوپن و…) می‌باشد با این تفاوت بزرگ که مکانیسم تمامی میانگین‌های متحرک ابزارهایی دنباله رو و تأخیری است، اما ار اس ای که یک ابزار بر پایه میانگین‌های متحرک است یک شاخص پیشرو می‌باشد و این موضوع بخاطر وجود دوسطح حمایتی و مقاومتی است که در اسیلاتور وجود دارد و با رسیدن شاخص (خط تحرک) به این سطوح سیگنال‌های تحلیلی صادر می‌گردند.
نتیجه فرمول ار اس ای شاخصی است که در بازه ۰ تا ۱۰۰ نوسان می‌کند و با برخورد این شاخص به سطوح تعیین شده که به صورت پیش فرض بروی نقاط ۳۰–۷۰ قرار دارد سیگنال‌های OVER BOUGHT و OVER SOLD صادر می‌گردند.

## محاسبات
برای هر دوره معاملاتی U برای تغییرات رو به بالا یا رو به پایین تغییر D محاسبه شده‌است. روند رو به بالا روندی است که در آن پایانی کندل کنونی بالاتر از پایانی کندل قبلی بسته شده باشد.